# Ziua a 6-a
Ziua a 6-a este un film SF american din 2000 regizat de Roger Spottiswoode. În rolurile principale joacă actorii Arnold Schwarzenegger, Michael Rapaport și Tony Goldwyn.
Filmul a fost un succes la box office în ciuda recenziilor împărțite și Schwarzenegger a primit un salariu de 25 milioane $ pentru rolul său din acest film.

## Prezentare
În viitorul apropiat, clonarea beneficiază de tehnici avansate, dar clonarea umană este încă ilegală. Adam Gibson (Arnold Schwarzenegger) se întoarce acasă după ce a lucrat împreună cu prietenul său Hank Morgan (Rapaport), doar pentru a găsi o clonă a lui însuși împreună cu familia sa. Înainte de a  avea șansa să afle care este adevărul, este atacat de un grup de oameni care voiau să-l vadă mort. Adam trebuie să scape și să afle adevărul de la creatorul clonelor, Michael Drucker (Goldwyn). Adam știe sigur că el nu ar fi putut fi clonat, dar încă nu este pregătit pentru ceea ce e pe cale să audă.

## Distribuție
- Arnold Schwarzenegger este Adam Gibson și clona sa
- Michael Rapaport este Hank Morgan, cel mai bun prieten al lui Adam
- Tony Goldwyn este Michael Drucker, șef al Replacement Technologies și principalul antagonist
- Michael Rooker este Robert Marshall, agent de securitate Millennium, mâna dreaptă a lui Drucker
- Sarah Wynter este Talia Elsworth, un asasin care lucrează pentru Drucker
- Wendy Crewson este Natalie Gibson, soția lui Adam
- Rodney Rowland este P. Wiley, un asasin care lucrează pentru Drucker
- Terry Crews este Vincent Bansworth, un asasin care lucrează pentru Drucker
- Ken Pogue este Speaker Day
- Colin Cunningham este Tripp, un fundamentalist religios
- Robert Duvall este Doctor Griffin Weir, om de știință angajat de Drucker
- Wanda Cannon este Katherine Weir, soția lui Griffin
- Taylor Anne Reid este Clara Gibson, fiica lui Adam
- Jennifer Gareis este Fata Virtuală
- Don McManus este Vânzător RePet
- Andrea Libman este vocea lui SimPal Cindy, copil manechin animatronic

## Vezi și
- 2000 în științifico-fantastic